# 新白禮頓公園
新白禮頓公園（英語：New Brighton Park）位於加拿大卑詩省溫哥華的喜士定-日升區，是一個面向北岸山脈的海濱公園，通往布勒內灣的海灘。

## 新白禮頓游泳池

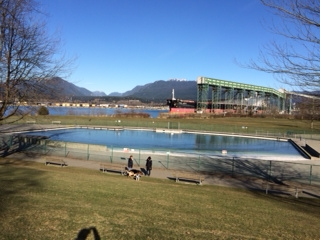
新白禮頓游泳池

新白禮頓游泳池（New Brighton Pool）是公園內的露天公眾泳池，通常在5月至9月開放。

## 外部連結
- 官方网站

49°17′24″N 123°02′17″W / 49.290°N 123.038°W